# Willem Drees
Willem Drees (Amszterdam, 1886. július 5. – Hága, 1988. május 14.) holland politikus, 1933-tól képviselő, megbízták a szocialista párt vezetésével. A megszállás idején fontos szerepet játszott a Hazafias Bizottság és a Földalatti mozgalom szervezetének tevékenységében. A háború utáni szociális törvények kidolgozója, 1948-1958 között kormányfői tisztet töltött be, majd visszavonult.

## Korai évek
1886-ban született Amszterdamban. Középiskolai tanulmányait 1903-ban fejezte be, ezt követően 1906-ig dolgozott az amszterdami Twentsche Bank-ban. Később gyorsíróként dolgozott Amszterdami Városházán, majd szintén gyorsíróként a Holland Parlamentben 1907 és 1919 között.

## Politikai pályája

### Korai karrierje
1904-ben belépett a Holland Szociáldemokrata Munkáspártba (SDAP), 1910 és 1931 között a párt hágai elnöke volt emellett 1913 és 1941 Hágai Közgyűlésében képviselő volt. Ez idő alatt szociális ügyekért, később pénzügyekért és közfoglalkoztatással kapcsolatos ügyekért felelős szakpolitikus volt.
1919 és 1941 között a Dél-Hollandi tartományi közgyűlés képviselője volt. 1933 és 1940 között a párt képviselője volt a Képviselőházban. 1939-ben a párt frakcióvezetője volt a Képviselőházban.
Hollandia német megszállása után a párt illegalitásba került, Dreest pedig a buchenwaldi koncentrációs táborba deportálták 1940-ben. 1941-ben felszabadították a tábor fogságából. Hollandiában tagja lett az illegálissá vált SDAP végrehajtó bizottságának. Megszervezte a Hazafias Bizottságot és a Földalatti mozgalmat.
A második világháború európai vége után 1945. június 24.-én alakult é 1946-ig tartó Willem Schermerhorn vezette kormány szociális minisztere és miniszterelnök-helyettese lett, ezeket a tisztségeket az 1946-1948 között fennálló Louis Beel vezette kormányban is megtartotta.

## Miniszterelnök
1948. augusztus 7. és 1958. december 22.-e között volt Hollandia miniszterelnöke, ez idő alatt négy kormányt vezetett. Mind a négy kormány kétharmados többséggel rendelkezett, amivel lehetőség teremtődött alkotmányos reformokra. A kormányokban 1948 és 1952 között a Munkáspárt a KVP, VVD és CHU; 1952 és 1958 között az ARP, KVP és CHU pártokkal volt koalícióban a Munkáspárt.

### Külpolitika
Drees hivatali ideje alatt négy fő politikai sikere volt: a gazdaság újjászervezése, a holland jóléti állam kiépítése, nemzetközi integrációs és együttműködési tevékenységek. Ő idejében alapították meg a Benelux államok államcsoportot. Hollandia alapító tagja lett a NATO-nak, Európai Szén- és Acélközösségnek, Európai Gazdasági Közösségnek és az OECD-nek. 
A kormánykoalíció megszavazta a Holland Kelet-indiai társaság függetlenségét, 1949-ben ennek hatására Indonézia kikiáltotta függetlenségét. 1954-ben Suriname és a Holland Antillák hollandia tengerentúli megyéi lettek.
1956-ban a magyarországi forradalom miatt a kormány társadalmi nyomásra az eredetileg tervezett 1.000 fő helyett 3.000 magyar menekültet fogadott be.

### Honvédelem
Az 1953-as északi-tengeri árvíz miatt a holland GDP 5%-ával megegyező mértékű kár keletkezett. Emiatt új vészhelyzeti tervet szavaztak meg aminek köszönhetően elkezdődött a Delta Works projekt, ami a világ egyik legnagyobb árvíz-megelőzési és vízgazdálkodási programja volt.

### Szociális reformok
Kormányai reformok sorát hajtotta végre, amely megalapozta Hollandia gazdasági felemelkedését. 1949-ben a kötelezővé tették az ipari munkások nyugdíjpénztári befizetését, 1950-ben egy törvénymódosítás értelmében extra családi pótlék járt azon nyugdíjas közalkalmazottaknak, akikkel gyerekek éltek. Ugyanebben az évben bevezették a kötelező egészségügyi biztosítás intézményét. 1950. augusztusában jogegyenlőséget teremtettek a házasságon kívül született gyerekek esetében és külön segélyt vezettek be a fogyatékos 16 és 20 év közötti emberek esetében.  1951-ben bevezették az alacsony jövedelmű önfoglalkoztatásban dolgozóknak a családi pótlék rendszerét, amit az első és második gyerek után folyósítottak. 1956-ban minden időskorú, 65 év feletti lakos számára alanyi jogként átalány összegű nyugdíjat szavazott meg a kormány.
1952-ben bevezették a munkanélküli segélyt, 1956-ban pedig az árvaellátást és az özvegyi nyugdíjat is.
Drees kormányai komoly változást értek el a lakáspolitikában: 1950-ben egész országra kiterjedő lakásépítési programot hirdettek. Megnövelték az oktatásra szánt kiadásokat, csökkentették az állami tulajdonú egyetemek és főiskolák felvételi díját. 1956-ban béren kívüli juttatást vezettek be az általános iskolai tanítók és a szaktanárok bizonyos csoportjának.

## Külső hivatkozások
- Willem Drees életrajza (holland)